# Stanisław Dülz
Stanisław Dülz (ur. 16 marca 1927 we Lwowie, zm. 18 grudnia 2006) – polski reżyser filmów rysunkowych związany ze Studiem Filmów Rysunkowych w Bielsku-Białej.

## Życiorys
W roku 1946 rodzina Dülzów w wyniku przymusowych wysiedleń Polaków ze Lwowa opuściła na zawsze miasto i zamieszkała w Wałbrzychu. Stanisław Dülz planował zostać górnikiem. Podjął pracę w KWK „Biały Kamień” w Wałbrzychu jako rębacz. Z kopalni trafił do zasadniczej służby wojskowej, gdzie został zauważony jego talent plastyczny. Po ukończeniu szkoły podoficerskiej został dekoratorem w swoim pułku.
W roku 1950 został przyjęty do pracy w Przedsiębiorstwie Państwowym „Film Polski” w Łodzi na stanowisko makieciarza. Tutaj także rozpoczął pracę jako rysownik filmów animowanych.
W roku 1953 Dülz przeniósł się do Bielska-Białej i nieprzerwanie do roku 1989 pracował w Studiu Filmów Rysunkowych, najpierw jako animator, a od roku 1960 jako reżyser. Jako reżyser debiutował filmem „Awantury arabskie Koziołka Matołka” w roku 1961.
Największe sukcesy przyniosły Dülzowi filmy z Bolkiem i Lolkiem realizowane pod nadzorem autora serii  i filmowego ojca Bolka i Lolka Władysława Nehrebeckiego. W roku 1977 wraz z Władysławem Nehrebeckim zrealizował pierwszy polski pełnometrażowy film animowany „Wielka podróż Bolka i Lolka”, a w roku 1986 montażowy film animowany „Bolek i Lolek na Dzikim Zachodzie”.
Pracował w wielu seriach jako reżyser lub jako kierownik artystyczny - m.in. we wszystkich seriach z Bolkiem i Lolkiem oraz w „Przygodach Błękitnego Rycerzyka”, „Porwaniu Baltazara Gąbki”, „Lisie Leonie” i „Podróżach kapitana Klipera”.
Zmarł 18 grudnia 2006. Pochowany jest na Cmentarzu Komunalnym w Bielsku-Białej (Kamienica) (sektor D).